# Le Temps de s'en apercevoir
Le Temps de s'en apercevoir est un essai sous forme de récit d'Emmanuel de Waresquiel publié le 5 septembre 2018 aux éditions de l'Iconoclaste et ayant reçu le prix des Deux Magots en janvier 2019.

## Éditions
- Éditions de l'Iconoclaste, 2018  (ISBN 978-2378800253)[2].